# Van Reynegom
Van Reynegom, ook Van Reynegom de Buzet, was een familie van Zuid-Nederlandse adel.

## Van Reynegom
- Corneille van Reynegom (1623-1682), heer van Buzet, was de eerste van de familie om in 1668 in de adel bevestigd te worden en de titel ridder te ontvangen. Hij trouwde met Isabelle Maillaerts (1636-1707).
  - Adrien van Reynegom (1667-1731) was heer van Buzet en Herenthout. Hij trouwde met Livine van Voorspoel (1697-1756).
    - Norbert van Reynegom (1720-1805) was heer van Herenthout, Buzet, Herlaer en Coensburg. Hij trouwde met Jeanne Pangeart (1733-1800).

  - Simon van Reynegom (1676-1737), heer van Heetvelde, licentiaat in de rechten, trouwde met Isabelle Pipenpoy (1698-1731). In 1711 werd hij door koning Filips V van Spanje de titel baron toegekend, overdraagbaar bij eerstgeboorte.
    - Jean van Reynegom (1719-1788), trouwde met Marie Charliers (1716-1774).

Het zijn een zoon van Norbert en een zoon van Jean van Reynegom die in het Verenigd Koninkrijk der Nederlanden opnieuw in de adel werden opgenomen.

## Théodore van Reynegom de Buzet
- Théodore Jean Joseph van Reynegom de Buzet (Brussel, 29 januari 1764 - 30 juni 1826), zoon van Norbert (zie hierboven) trouwde in 1788 met Marie-Jeanne Dewilde (1769-1844). In de Franse tijd werd hij lid van de Commissie van Burgerlijke godshuizen in Brussel. In 1816 werd hij erkend in de erfelijke adel met de persoonlijke titel baron en werd hij benoemd in de Ridderschap van de provincie Zuid-Brabant. Hij werd lid van de Provinciale Staten van Zuid-Brabant. Onmiddellijk na zijn dood, in 1827, werd aan zijn vier zoons en zijn twee dochters de persoonlijke titel van baron of barones toegekend, die voor wat de zoons betreft in 1842 werd omgezet in een titel overdraagbaar op alle afstammelingen.
  - Ferdinand van Reynegom Buzet (1794-1860), trouwde met Albertine Geelhand (1803-1836) en in tweede huwelijk met Wilhelmine Galesloot (1824-1886).
    - Ferdinand van Reynegom de Buzet (1828-1878), provincieraadslid van Antwerpen, trouwde met Eulalie de Cartier (1839-1911).
      - Paul van Reynegom de Buzet (1860-1941), Belgisch senator, burgemeester van Herenthout, trouwde met barones Gabrielle Osy de Zegwaart (1864-1924). Zij was een dochter van provinciegouverneur Edouard Osy de Zegwaart. Ze hadden vier dochters die adellijk trouwden, maar hierdoor was de naam van Reynegom in deze tak uitgestorven. 
        - Alix van Reynegom (1893-1952) trouwde met baron Emmanuel della Faille d'Huysse (1885-1948).
          - Monique della Faille d'Huysse (° 1930) schonk aan de Koning Boudewijnstichting het Van Reynegom-getijdenboek, dat die naam draagt omdat het al generaties binnen de familie van Reynegom in bezit was.

    - Gustave van Reynegom de Buzet (1847-1897) trouwde in Montignies-sur-Roc met Anne de la Motte Baraffe (1846-1931), dochter van de burgemeester van Montignies-sur-Roc. Hun zoon bleef ongehuwd.

## Guillaume van Reynegom
Guillaume Jean Joseph Ghislain van Reynegom (Brussel, 27 december 1745 - 15 maart 1821), heer van  Heetveld, zoon van Jean van Reynegom (zie hierboven), trouwde met Marie de Heuvel (1751-1814).
In 1816 werd hij erkend in de erfelijke adel, met de titel baron overdraagbaar bij eerstgeboorte en met benoeming in de Ridderschap van Zuid-Brabant. 
Het echtpaar had een zoon die bijna onmiddellijk overleed en drie dochters, die adellijk trouwden.
Hiermee doofde ook deze familietak uit.
De laatste van Reynegom stierf in 1989.